# Folkert Haanstra jr.
Folkert Haanstra jr. (Goor, 13 maart 1920 – Groningen, 14 december 1985) was een Nederlands kunstschilder, monumentaal kunstenaar, tekenaar, beeldhouwer en graficus.

## Leven en werk
Folkert Haanstra jr. werd op 13 maart 1920 geboren als jongste zoon van Folkert Haanstra sr.. Hij groeide op in een kunstzinnig en talentrijk nest. Naast zijn vader waren twee van zijn broers (Johan Haanstra en Bert Haanstra actief als kunstenaar. Haanstra jr. bezocht de kweekschool in Hengelo waar hij in 1940 afstudeerde. Hij werd aangesteld als onderwijzer in Markelo; als schilder was hij autodidact. 
Na de oorlog was hij een van de medeoprichters van De Nieuwe Groep ('de modernen' in het oosten des lands). 
Op 12 december 1945 was in het atelier van zijn vader Folkert Haanstra sr. aan de Iependijk in Goor de oprichtingsvergadering. Daarbij waren naast Haanstra jr. aanwezig  Folkert Haanstra sr., diens zoon Johan Haanstra, Riemko Holtrop, Ben Akkerman, Wim ten Broek, Bas Kleingeld en Jan Broeze. Haanstra sr. was voorzitter, Ten Broek secretaris. De Nieuwe Groep speelde een rol in de doorbraak van de moderne kunst in Twente. Vanaf het begin nam Haanstra jr. deel aan de groepstentoonstellingen van de Nieuwe Groep.
Pas op latere leeftijd combineerde hij een baan als onderwijzer in Arnhem met het volgen van avondlessen aan het Teeken- en Bouwkundig Genootschap Kunstoefening/Academie van Beeldende Kunsten Arnhem (1953-1956). Hij gaf tekenlessen aan verschillende scholen voor middelbaar onderwijs en aan de Pedagogische Academie in Heerenveen. Hij woonde toen met zijn gezin in Meppel.  In 1963 werd hij benoemd tot leraar aan de Academie Minerva in Groningen. Hij vestigde zich in 1964 in Vries en werd lid van het Drents Schildersgenootschap. 
Tussen 1969 en 1974, onderbrak hij zijn betrekking aan de Academie om als vrij kunstenaar in zijn onderhoud te voorzien. Hij schilderde in abstract-figuratieve stijl landschappen en stillevens. Als monumentaal kunstenaar maakte hij mozaïek- en wandreliëfs o.a. in Meppel en Zuidwolde.

## Verenigingslid
Folkert Haanstra jr. was lid van: 
1. Drents Schildersgenootschap
2. De Nieuwe Groep (1945-1953)
3. Boun fan Fryske Kunstners (BFFK)

Folkert Haanstra jr. overleed in 1985 in de stad Groningen.

## Tentoonstellingen (selectie)
- 1945	Noodrestaurant Hengelo
- 1946  Electra Hengelo
- 1946	Zutphen
- 1946	Goor
- 1947 	Zutphen
- 1949	Zwolle
- 1949	Vondelparkpaviljoen ICC Amsterdam
- 1950  Frans Hals museum Haarlem
- 1961  Museum Princessehof Leeuwarden
- 1966  Pictura Groningen
- 1970	Rijksmuseum Twente Enschede
- 2016	HeArtGallery Hengelo
- 2021  28-11-'21 t/m 23-01-'22, "De Haanstra's", Kunsthal Hof 88 Almelo, overzichtstentoonstelling